# Дриес ван дер Лоф
Дриес ван дер Лоф (на нидерландски: Dries van der Lof) е бивш пилот от Формула 1. Роден на 23 август 1919 година в Емен, Нидерландия.

## Формула 1
Дриес ван дер Лоф прави своя дебют във Формула 1 в Голямата награда на Нидерландия през 1952 година. В световния шампионат записва 1 състезания като не успява да спечели точки. Състезава се за отбора на ХУМ.